# Tex Morton
Tex Morton, all'anagrafe Robert William Lane (Nelson, 30 agosto 1916 – Sydney, 23 luglio 1983), è stato un cantante, musicista e attore neozelandese naturalizzato australiano.
Viene ricordato quale figura fondamentale nello sviluppo della musica country in Australia e Nuova Zelanda.

## Biografia
Era il maggiore dei quattro figli di Bernard William Lane, un impiegato postale. All'età di 15 anni scappò di casa per unirsi a un circo ma venne prontamente riportato presso la sua famiglia.
Nel 1934 (o forse già prima, nel 1932), emigrò in Australia, deciso a intraprendere una carriera discografica. Il 25 febbraio 1936 registrò quattro canzoni per la Columbia Graphophone Company a Sydney, in Australia.
Tra il 1936 e il 1943, Morton incise 93 canzoni, accompagnandosi con una chitarra acustica, per l'etichetta Regal Zonophone della Columbia, ottenendo un buon successo. Successivamente ingaggiò una band di supporto, i The Rough Riders, e una vocalist, Dorothy Carroll: questa decisione non piacque ad Arch Kerr, proprietario dell'etichetta, e Morton sbatté la porta. 
Gradualmente fece suoi atmosfere e temi australiani nelle canzoni che incise in seguito, finendo per creare un genere nuovo: l'Australian bush ballad, con tanto di look da "Aussie cowboy". Negli anni 40 aprì un Dude Ranch ad Agnes Banks.
Nel 1949 registrò nel suo Paese di origine per le etichette Rodeo e Tasman; alcune canzoni furono probabilmente incise su richiesta del produttore discografico statunitense Ralph Peer, che l'aveva incontrato a Sidney.
Dal 1950 al 1959 Morton visse dividendosi tra Canada e Stati Uniti, Paesi dove tenne numerosi concerti. Fece un tour con Pee Wee King nel 1952 e registrò brani a Nashville nel marzo 1953.  Per qualche tempo si esibì col cantante country canadese Dixie Bill Hilton.
Tornato in Australia nel 1959, partecipò a uno spettacolo del Grand Ole Opry, nel quale condivise la scena con Roy Acuff, i Wilburn Brothers e June Webb, ma il tour non ebbe i consensi sperati, tanto che le ultime date furono annullate.

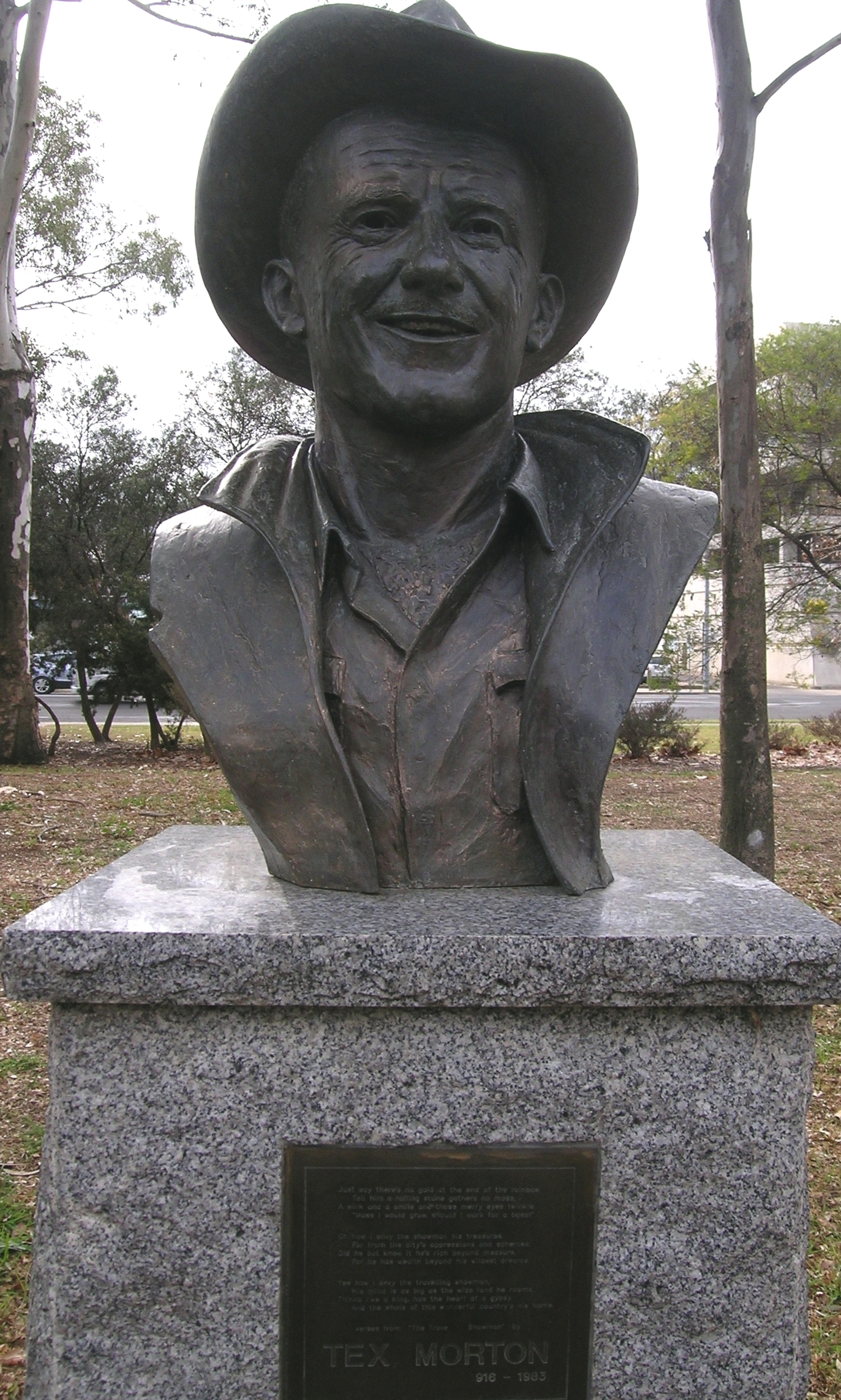
Tex Morton effigiato in un busto

Morton continuò la sua attività musicale per tutti gli anni '60 e '70, ed ebbe un ultimo grande successo a sorpresa con Goondiwindi Grey, che entrò nelle classifiche australiane dei singoli, raggiungendo la posizione numero 5 nel giugno 1973: l'accompagnava al violino un amico di lunga data e veterano della scena dell'intrattenimento di Sydney, il comico-musicista George Raymond. Durante quel periodo, Morton mostrò un crescente interesse per la recitazione: apparve infatti in programmi televisivi e lungometraggi australiani.
Morì al Royal North Shore Hospital di Sydney il 23 luglio 1983, per un tumore polmonare che gli era stato diagnosticato poco tempo prima.

## Vita privata
Sposò Marjorie Brisbane nel 1937 e da lei ebbe due figli maschi gemelli. Nel 1979, dopo ben 42 anni di matrimonio, la coppia clamorosamente divorziò. Negli ultimi tempi Morton ebbe una compagna, Kathleen Bryan. Uno dei suoi figli gli premorì.